# デビッド・宮原
デビッド・宮原（デビッド・みやはら、1958年8月27日 - ）は、日本の演出家、作家、元ダンサー。トミーズアーティストカンパニー所属。劇団前方公演墳、前墳バックドロップスの主宰。映画「セブンガールズ」監督。

## 来歴・人物
長崎県出身。東京都世田谷区育ち。かつてジャニーズ事務所に所属しており田原俊彦などのバックダンサー、ジャPAニーズで活躍していた。その後、サイコヒステリックスというバンドを結成しミュージシャンとして活動。
1990年には日本アカデミー賞受賞映画「大誘拐 RAINBOW KIDS」の主題歌、挿入歌を担当。サイコヒステリックス解散後に、今の劇団前方公演墳を旗揚げし、その2年後に若手で結成した前墳バックドロップスを旗揚げする。
2007年に週刊モーニング誌上にて、漫画「かぶく者」の原作を担当し作家デビューを果たした。

## 主な役職
- トミーズアーティストカンパニーのプロデューサー。
- 劇団前方公演墳、前墳バックドロップスの主宰、脚本、演出家。

## 略歴
- 1989年 R&Bバンド「サイコヒステリックス」でダンステリアレーベルより、アルバムメジャーデビュー。
- 1990年 日本アカデミー賞受賞映画「大誘拐 RAINBOW KIDS」の主題歌、挿入歌を担当。
- 1992年 映画「地獄の警備員」主題歌をリリース。そして「サイコヒステリックス」解散
- 1993年 講談社ヤングマガジンエグゼクタにて「男デビ夫の不良日記」連載開始。
- 1998年 劇団前方後円墳、旗揚げ。
- 2000年 若手の前墳バックドロップスを旗揚げ。
- 2007年 週刊モーニングにて「かぶく者」連載開始。

## 主な脚本・演出舞台作品表
- 劇団前方公演墳『吉宗暗殺（仮）』（武蔵野芸能劇場）
- 劇団前方公演墳『吉宗暗殺（追加）』（東京FMホール）
- 劇団前方公演墳『2099』（南大塚ホール）
- 劇団前方公演墳『ヒーローMONO』（北沢タウンホール）
- 劇団前方公演墳『IZO』（武蔵野公会堂）
- 劇団前方公演墳『龍馬よ雲になりすませ』（シアタートラム）
- 劇団前方公演墳『コーヒーにミルクを』（東京芸術劇場・小ホール2）
- 劇団前方公演墳『セブンガールズ』（東京芸術劇場・小ホール2）
- 劇団前方公演墳『また冬がきて〜IZO2〜』（東京芸術劇場・小ホール2）